# Hipérion (satélite)
Hipérion (português brasileiro) ou Hiperião (português europeu) é a oitava maior lua de Saturno. Orbita Saturno a 1.481.100 km do planeta, perto de Titã. Possui uma forma totalmente irregular, cheia de crateras, que o deixa parecido com uma esponja. Possui também uma rotação caótica e uma órbita excêntrica.

## Nome
Seu nome é tirado da mitologia grega, do titã Hiperião, seguindo a nomenclatura sugerida por John Herschel para os 7 satélites conhecidos na época de sua descoberta. Também é chamada de Saturno VII.

## Descoberta
Hipérion foi descoberta em 1848 independentemente por William Cranch Bond, George Phillips Bond e William Lassel, mas todos foram creditados pela descoberta.

## Características físicas
A superfície de Hipérion é totalmente irregular e preenchida por crateras, o que deixa a lua parecida com uma esponja. Uma possível explicação para sua irregularidade na forma é Hipérion ser um fragmento de outro corpo maior que se quebrou em um passado distante. Hipérion demonstra ter baixo nível de albedo (cerca de 0,3), o que indica que o material é coberto por pelo menos uma camada escura. Isso pode ajudar na descoberta de sua origem, já que possui um material escuro de mesma coloração encontrada em Jápeto. Sua coloração é mais avermelhada que Febe.

### Composição
As últimas análises feitas pela sonda Cassini-Huygens constataram que cerca de 40% do satélite é vazia e confirmaram que Hipérion é composta principalmente de gelo, com poucas ocorrências rochosas, como pode ser indicado pela sua baixa densidade.

### Crateras

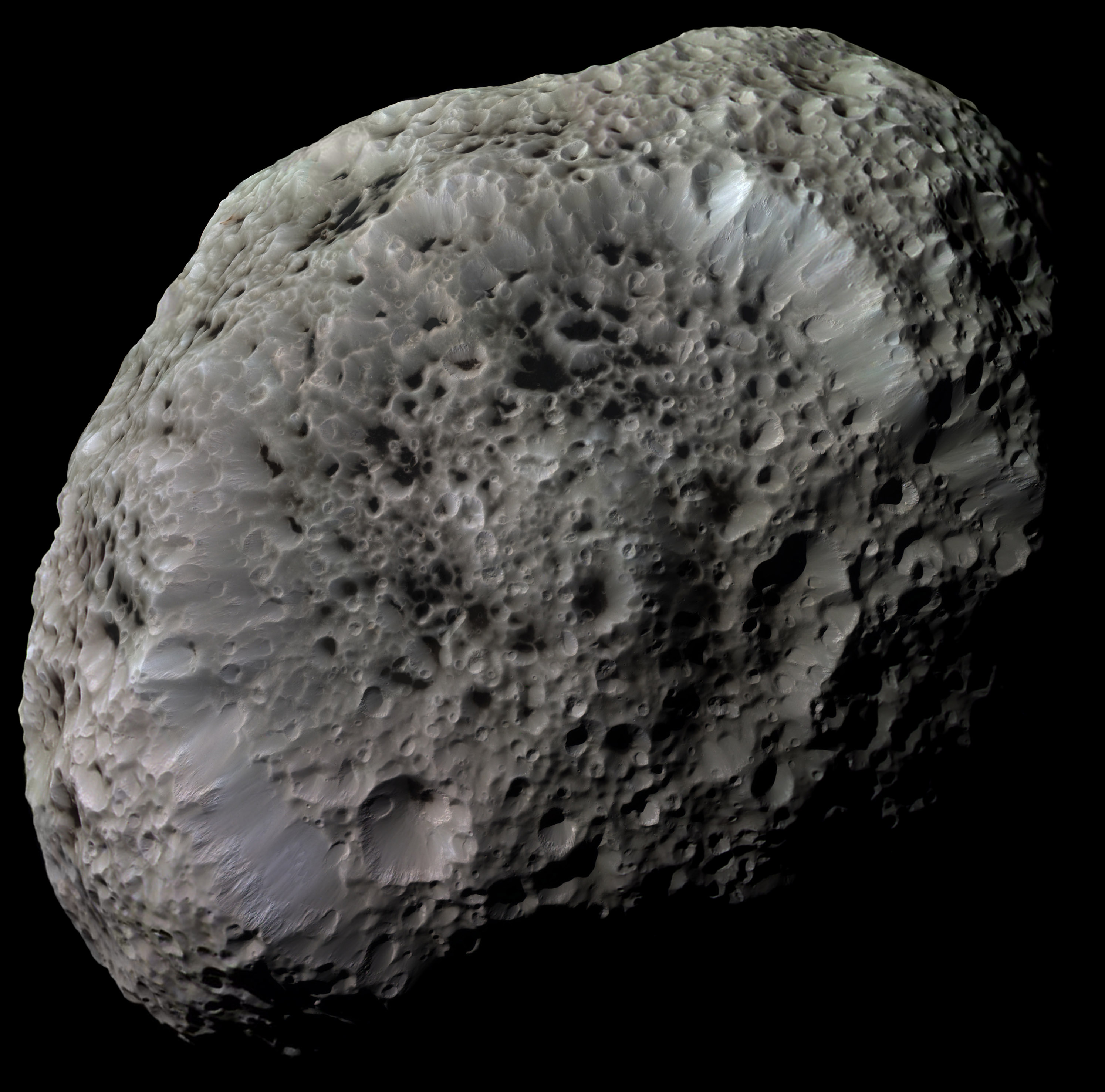
Imagem obtida pela sonda Cassini-Huygens com processamento para destacar detalhes

Hipérion é coberto de crateras uniformemente distribuídas em sua superfície. Sua maior cratera possui 121.57 km de diâmetro e 10.2 km de profundidade. As crateras são preenchidas por um material escuro e avermelhado, composto por várias cadeias de hidrogênio e carbono. Acredita-se que a porosidade existente nas crateras ajuda a mantê-las inalteradas com o passar do tempo.

### Rotação
A rotação de Hipérion é tão irregular que é impossível prever sua orientação no espaço. A irregularidade em sua forma, a órbita excêntrica e a atuação gravitacional de Titã são os fatores prováveis para tal rotação. A rotação irregular pode contribuir para a uniformidade da superfície do satélite, ao contrário de outros que possuem rotação regular e hemisférios bem diferentes dos polos.

## Exploração
Hipérion foi fotografada pela Voyager 2 de apenas uma distância, sendo que não pôde ser analisada a textura do satélite, e depois pela sonda Cassini-Huygens, que chegou a se aproximar bastante em 2005 e 2006, chegando a apenas 500 km da lua em 26 de setembro de 2007.